# Драгоїл
Драгої́л (болг. Драгоил) — село в Софійській області Болгарії. Входить до складу общини Драгоман.

## Населення
За даними перепису населення 2011 року у селі проживали 70 осіб, з них 69 осіб (98,6%) — болгари.
Розподіл населення за віком у 2011 році:
Динаміка населення: